# Pleurocera prasinata
Pleurocera prasinata är en snäckart som först beskrevs av Conrad 1834.  Pleurocera prasinata ingår i släktet Pleurocera och familjen Pleuroceridae. Inga underarter finns listade i Catalogue of Life.